# Kaburuang
Kaburuang (indonez. Pulau Kaburuang) – wyspa w Indonezji na Oceanie Spokojnym w grupie wysp Talaud; powierzchnia 93 km². 
Leży na południowy wschód od wyspy Salebabu. Powierzchnia wyżynna, porośnięta lasem równikowym; uprawa palmy kokosowej, sagowca; pozyskiwanie drewna rattanowego; rybołówstwo; główna miejscowość Damau.